# 4-Oxoheptandisäure
4-Oxoheptandisäure, auch γ-Ketopimelinsäure, ist eine chemische Verbindung aus der Gruppe der Dicarbonsäuren.

## Darstellung
Eine aktuelle Synthese geht von dem wohlfeilen Furfural aus. Dieses wird mit Essigsäureanhydrid in einer Aldolkondensation zur 3-Furylacrylsäure umgesetzt und dieses Zwischenprodukt in wässriger Schwefelsäure unter Ringöffnung zur 4-Oxoheptandisäure überführt.